# Hugues Le Roux
Pour les articles homonymes, voir Le Roux.
Robert Charles Henri Le Roux, mieux connu sous son pseudonyme Hugues Le Roux, né le 23 novembre 1860 au Havre et mort le 14 novembre 1925 à Paris 6e, est un journaliste, écrivain et homme politique français, sénateur sous la IIIe République. Il se spécialise dans la littérature de voyage et dans les ouvrages concernant les colonies françaises en Afrique.
Membre du Conseil supérieur des colonies, il est chargé de missions officielles en Abyssinie et en Côte-d'Ivoire.

## Biographie

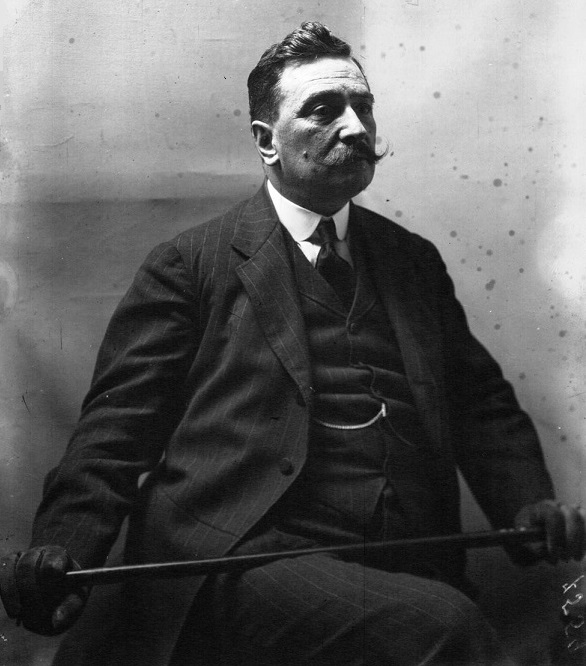
Le Roux en 1910.

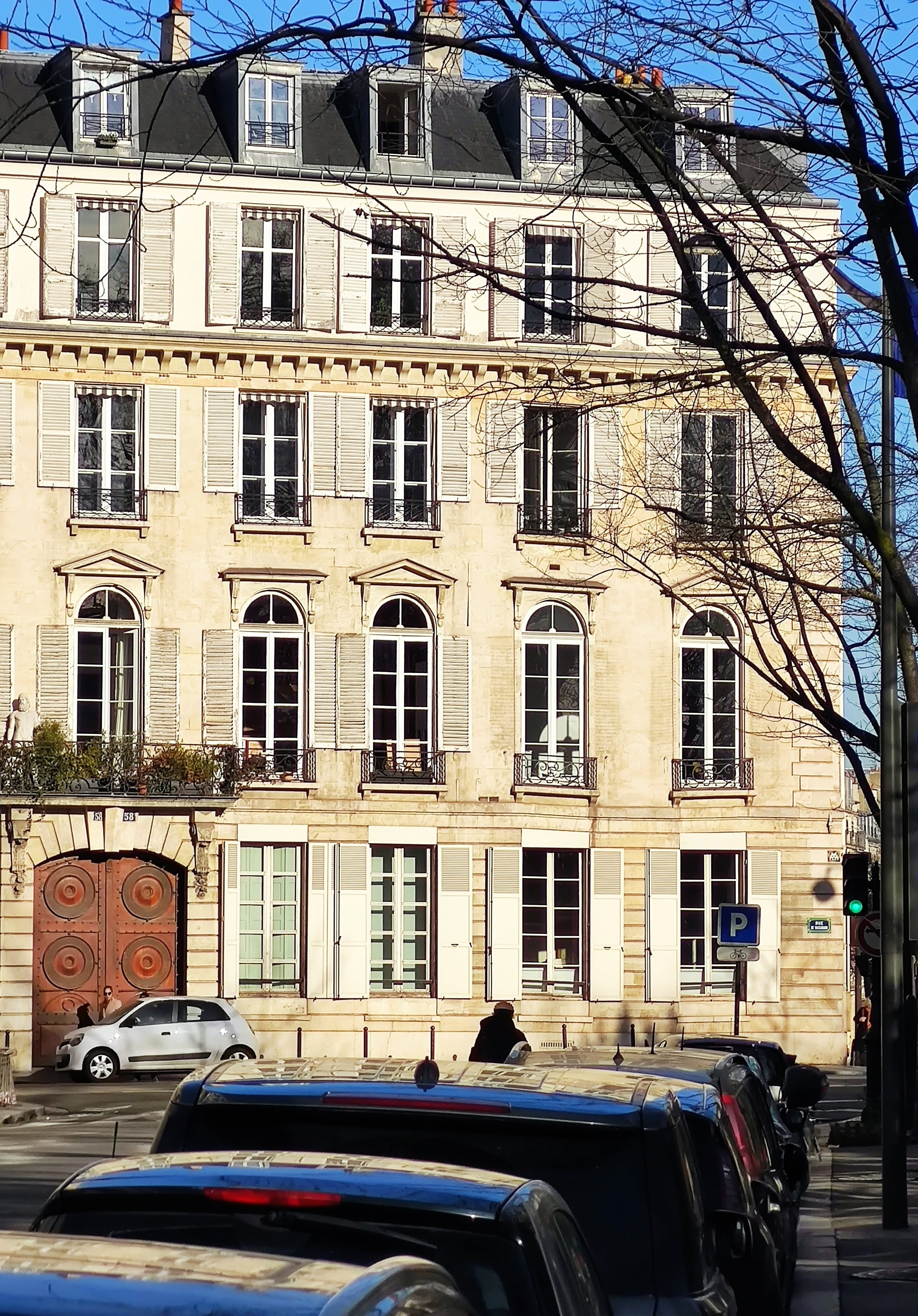
58, rue de Vaugirard, Paris.

Fils de Charles Clovis Le Roux et de Henriette Gourgaud (petite-fille de Dugazon), il collabore comme journaliste à la Revue politique et littéraire puis au Temps, au Figaro, au Journal, au Matin. Il publie des romans et des recueils de nouvelles. Au début de sa carrière il est le secrétaire particulier d'Alphonse Daudet. Il aurait écrit pour Alphonse Daudet : « La belle Nivernaise » et « Tartarin sur les Alpes ».
Son fils Robert, licencié-es-sciences, brièvement fiancé à l'artiste-peintre Hélène Aigner, meurt pour la France le 19 octobre 1914.
Conseiller général du canton de Poissy, il a est élu sénateur le 11 janvier 1920 et son mandat s'est terminé le 14 novembre 1925 (à la date de son décès).
Il meurt à son domicile au 58, de la rue Vaugirard à Paris.

## Œuvres

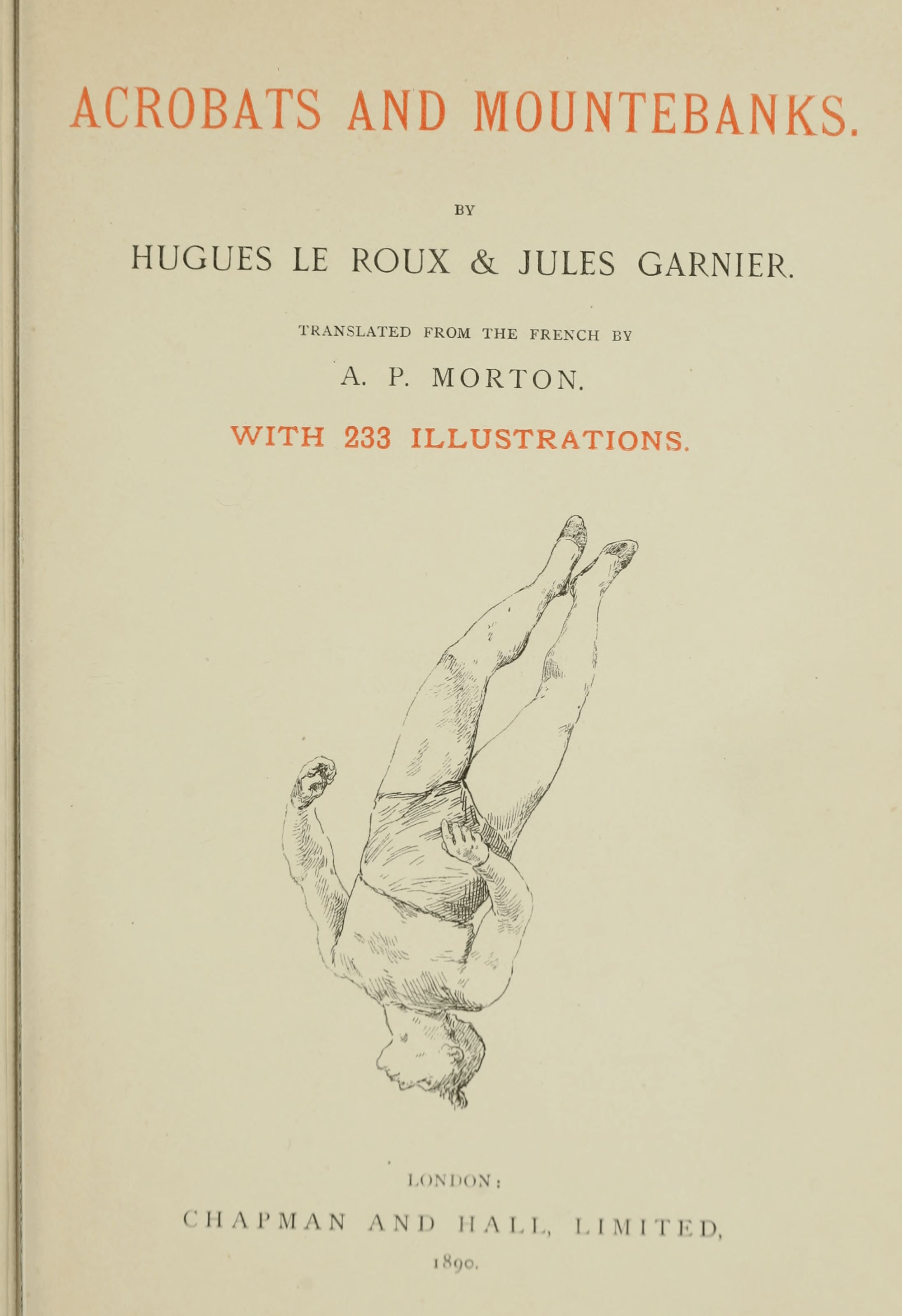
Acrobats and Mountebanks (1901), édition Chapman & Hall (Londres).

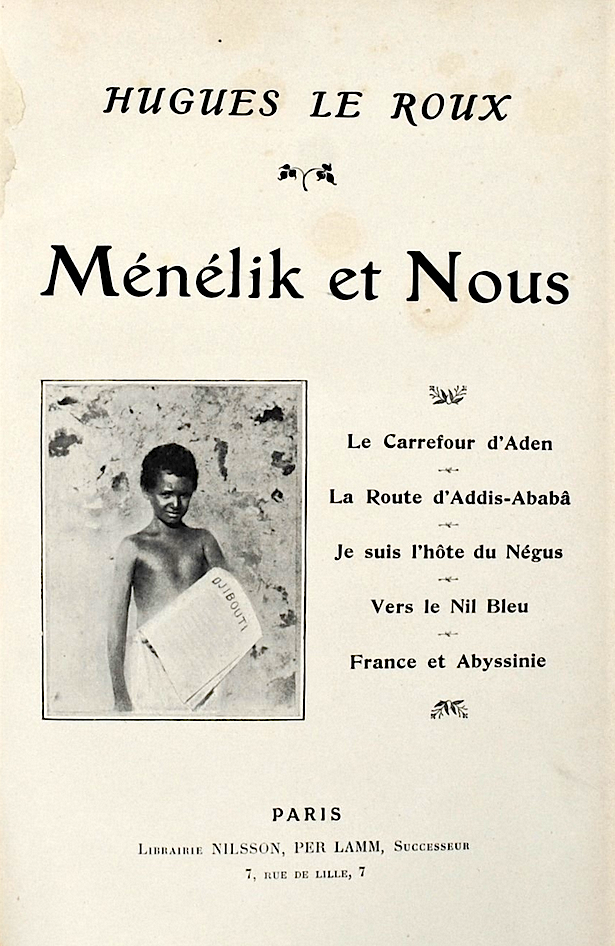
Couverture de Ménélik et nous (1901).

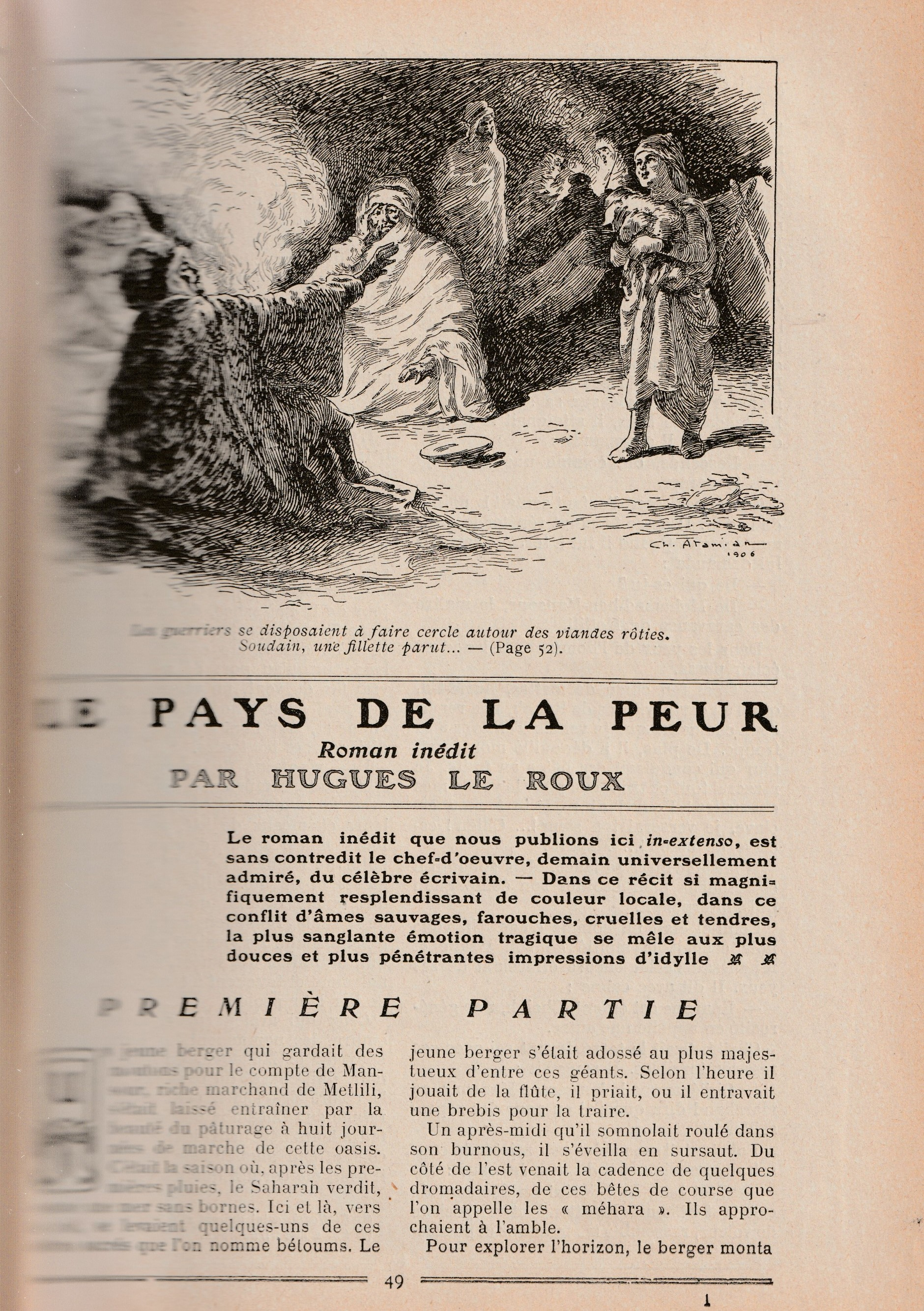
Roman inédit publié dans Je sais tout, février 1906

- L'Attentat Sloughine, J. Lévy, Paris, 1885.
- Médéric et Lisée, J. Lévy, Paris, 1887, édition illustrée (d'abord paru à la suite de L'Attentat Sloughine en 1885, suivi de Aldric Mesle)
- Le Frère lai, 1888
- Chez les filles, Victor Havard, 1888
- L'Enfer parisien, Victor Havard, Paris, 1888 (lire en ligne)
- Notre patron Alphonse Daudet, 1888
- Les jeux du cirque et la vie foraine, illustrations de Jules Garnier, Plon, 1889
- Le Chemin du crime, Paris, Victor Harvard, 1889, 265 p.
- Les Larrons, G. Charpentier, Paris, 1890
- Les Fleurs à Paris, Albert Quantin, Paris, 1890
- Au Sahara, Mar pon & Flammarion, 1891
- Portraits de cire, Paris, Lecene, Oudin, 3e éd., 1891, 446 p. Souvenirs de Maupassant
- Tout pour l'honneur, Calmann-Lévy, Paris, 1892
- Marins et soldats, Calmann-Lévy, Paris, 1892
- Les mondains, Calmann-Lévy, 1893, 331 p.
- Gladys, Calmann-Lévy, 5e édition, 1894, 325 p.
- Je deviens colon. mœurs algériennes, 3e édition, Calmann-Lévy, 1895
- Notes sur la Norvège, Calmann-Lévy, Paris, 1895
- Le Festéjadou, récits du sud, Calmann-Lévy, 1895
- Ô mon passé... Mémoires d’un enfant, Calmann-Lévy, 1896
- Le Maître de l’heure, Calmann-Lévy, 1897
- Les Amants byzantins, Calmann-Lévy, 1897
- Nos filles. Qu’en ferons-nous ? , Calmann-Lévy, 1898
- Nos fils. Que feront-ils ? 1899
- Le Fils à papa, Calmann-Lévy, 1899 ; publié sous forme de roman-feuilleton dans Le Figaro du 2 août 1899 au 13 septembre 1899
- Gens de poudre, 1899
- L’Attentat Sloughine, mœurs terroristes années 1890 à 1920, Ernest Flammarion, 1900
- Le Bilan du divorce, 1900
- Ménélik et nous, Librairie Nilsson - Per Lamm, 1902, avec des photographies.
- Voyage au Ouallaga. Itinéraire d’Addis-Ababa au Nil bleu (avec une carte hors texte), Bulletin de la société de géographie / Masson, 1901
- Prisonniers marocains, l’épopée d’Afrique, Calmann-Lévy, 1903
- Chasses et gens d’Abyssinie, Calmann-Lévy, 1903
- Le Wyoming, 1904
- Le Pays de la peur, roman inédit publié dans la revue Je sais tout no 13 du 15 février 1906, pp. 49-96
- Ô mon passé, illustrations de J. Jamet, Ideal-Bibliothèque Pierre Lafitte et Cie, 1910, 113 p.
- Au champ d’honneur, Plon, 1916
- L'Heure du Japon, Plon, Nourrit et Cie, 1918
- Niger et Tchad. Mission Hugues Le Roux, Ministère des Affaires étrangères, 1918
- Te souviens-tu ?, Plon, 1920

Théâtre
- L'Instantané, vaudeville avec Gaston Arman de Caillavet, Théâtre des Bouffes-Parisiens, octobre 1901